# Campionato mondiale maschile di hockey su pista Barcellona 1951
Il Campionato mondiale di hockey su pista 1951 (in inglese 1951 Roller Hockey World Cup) è stata la settima edizione della massima competizione per le rappresentative di hockey su pista maschili maggiori e fu organizzata dalla Fédération Internationale de Roller Sports. La competizione si svolse dal 1º al 10 giugno 1951 a Barcellona in Spagna. 
La vittoria finale è andata alla nazionale della Spagna che si è aggiudicata il torneo per la prima volta nella sua storia.
Il torneo fu valido anche come 17ª edizione del campionato europeo.

## Formula
Il campionato del mondo 1951 vide la partecipazione di undici squadre nazionali. La manifestazione fu organizzata tramite un girone all'italiana con gare di sola andata; erano assegnati due punti per l'incontro vinto, un punto a testa per l'incontro pareggiato e zero la sconfitta. Al termine del torneo la squadra prima classificata venne proclamata campione del Mondo.

## Squadre partecipanti
| Squadra        | Partecipazioni precedenti al torneo    |
| -------------- | -------------------------------------- |
| Belgio         | 6 (1936, 1939, 1947, 1948, 1949, 1950) |
| Danimarca      | - (Esordiente)                         |
| Francia        | 6 (1936, 1939, 1947, 1948, 1949, 1950) |
| Germania Ovest | 3 (1936, 1939, 1950)                   |
| Inghilterra    | 6 (1936, 1939, 1947, 1948, 1949, 1950) |
| Irlanda        | - (Esordiente)                         |
| Italia         | 6 (1936, 1939, 1947, 1948, 1949, 1950) |
| Paesi Bassi    | 3 (1948, 1949, 1950)                   |
| Portogallo     | 6 (1936, 1939, 1947, 1948, 1949, 1950) |
| Spagna         | 4 (1947, 1948, 1949, 1950)             |
| Svizzera       | 6 (1936, 1939, 1947, 1948, 1949, 1950) |

Nota bene: nella sezione "partecipazioni precedenti al torneo" le date in grassetto indicano la squadra che ha vinto quell'edizione del torneo

## Svolgimento del torneo

### Classifica finale
| Pos | Squadra        | Pt | G  | V | N | P  | GF | GS  | DG   |
| --- | -------------- | -- | -- | - | - | -- | -- | --- | ---- |
| 1.  | Spagna         | 19 | 10 | 9 | 1 | 0  | 72 | 10  | +62  |
| 2.  | Portogallo     | 16 | 10 | 8 | 0 | 2  | 79 | 12  | +67  |
| 3.  | Italia         | 16 | 10 | 8 | 0 | 2  | 61 | 18  | +43  |
| 4.  | Belgio         | 14 | 10 | 7 | 0 | 3  | 57 | 20  | +37  |
| 5.  | Germania Ovest | 12 | 10 | 6 | 0 | 4  | 55 | 26  | +29  |
| 6.  | Francia        | 11 | 10 | 5 | 1 | 4  | 43 | 14  | +29  |
| 7.  | Inghilterra    | 8  | 10 | 4 | 0 | 6  | 38 | 35  | +3   |
| 8.  | Svizzera       | 8  | 10 | 4 | 0 | 6  | 30 | 40  | -10  |
| 9.  | Paesi Bassi    | 4  | 10 | 2 | 0 | 8  | 23 | 49  | -26  |
| 10. | Irlanda        | 2  | 10 | 1 | 0 | 9  | 6  | 100 | -94  |
| 11. | Danimarca      | 0  | 10 | 0 | 0 | 10 | 1  | 141 | -140 |

### Risultati
| Data      | Ora | Gara           | Gara | Gara           |
| --------- | --- | -------------- | ---- | -------------- |
| 1º giugno |     | Portogallo     | 16-0 | Paesi Bassi    |
| 1º giugno |     | Spagna         | 7-1  | Germania Ovest |
| 1º giugno |     | Belgio         | 2-3  | Svizzera       |
| 2 giugno  |     | Italia         | 6-3  | Paesi Bassi    |
| 2 giugno  |     | Belgio         | 22-0 | Danimarca      |
| 2 giugno  |     | Inghilterra    | 11-0 | Irlanda        |
| 2 giugno  |     | Portogallo     | 0-1  | Belgio         |
| 2 giugno  |     | Danimarca      | 0-12 | Svizzera       |
| 2 giugno  |     | Italia         | 2-0  | Francia        |
| 2 giugno  |     | Irlanda        | 0-20 | Spagna         |
| 3 giugno  |     | Francia        | 6-1  | Inghilterra    |
| 3 giugno  |     | Portogallo     | 3-1  | Germania Ovest |
| 3 giugno  |     | Italia         | 4-2  | Svizzera       |
| 3 giugno  |     | Spagna         | 14-0 | Danimarca      |
| 3 giugno  |     | Belgio         | 14-0 | Irlanda        |
| 3 giugno  |     | Francia        | 3-1  | Paesi Bassi    |
| 3 giugno  |     | Inghilterra    | 11-0 | Danimarca      |
| 3 giugno  |     | Italia         | 4-3  | Germania Ovest |
| 4 giugno  |     | Italia         | 13-1 | Irlanda        |
| 4 giugno  |     | Germania Ovest | 3-2  | Francia        |
| 4 giugno  |     | Spagna         | 8-0  | Svizzera       |
| 4 giugno  |     | Portogallo     | 6-2  | Inghilterra    |
| 5 giugno  |     | Svizzera       | 3-0  | Paesi Bassi    |
| 5 giugno  |     | Belgio         | 2-1  | Francia        |
| 5 giugno  |     | Spagna         | 7-2  | Inghilterra    |
| 5 giugno  |     | Italia         | 20-0 | Danimarca      |
| 6 giugno  |     | Germania Ovest | 4-3  | Paesi Bassi    |
| 6 giugno  |     | Portogallo     | 20-0 | Danimarca      |

| Data      | Ora | Gara           | Gara | Gara           |
| --------- | --- | -------------- | ---- | -------------- |
| 6 giugno  |     | Spagna         | 2-1  | Italia         |
| 6 giugno  |     | Irlanda        | 0-10 | Francia        |
| 7 giugno  |     | Irlanda        | 2-1  | Danimarca      |
| 7 giugno  |     | Belgio         | 6-0  | Paesi Bassi    |
| 7 giugno  |     | Spagna         | 1-1  | Francia        |
| 7 giugno  |     | Germania Ovest | 20-0 | Danimarca      |
| 7 giugno  |     | Inghilterra    | 6-2  | Paesi Bassi    |
| 7 giugno  |     | Italia         | 7-2  | Belgio         |
| 7 giugno  |     | Portogallo     | 8-2  | Svizzera       |
| 8 giugno  |     | Francia        | 13-0 | Danimarca      |
| 8 giugno  |     | Portogallo     | 14-0 | Irlanda        |
| 8 giugno  |     | Spagna         | 4-1  | Paesi Bassi    |
| 8 giugno  |     | Belgio         | 3-1  | Inghilterra    |
| 8 giugno  |     | Germania Ovest | 8-1  | Svizzera       |
| 9 giugno  |     | Paesi Bassi    | 6-1  | Irlanda        |
| 9 giugno  |     | Portogallo     | 3-2  | Francia        |
| 9 giugno  |     | Germania Ovest | 5-1  | Irlanda        |
| 9 giugno  |     | Italia         | 3-1  | Inghilterra    |
| 9 giugno  |     | Spagna         | 5-1  | Belgio         |
| 9 giugno  |     | Francia        | 5-1  | Svizzera       |
| 10 giugno |     | Belgio         | 4-3  | Germania Ovest |
| 10 giugno |     | Portogallo     | 4-1  | Italia         |
| 10 giugno |     | Svizzera       | 1-2  | Inghilterra    |
| 10 giugno |     | Paesi Bassi    | 7-0  | Danimarca      |
| 10 giugno |     | Francia        | 7-1  | Inghilterra    |
| 10 giugno |     | Svizzera       | 6-1  | Irlanda        |
| 10 giugno |     | Spagna         | 4-3  | Portogallo     |

## Campionato europeo
Il torneo fu valido anche come diciassettesima edizione dei campionati europei e venne utilizzata la graduatoria finale del campionato mondiale per determinare le posizioni in classifica. La Spagna si aggiudicò per la prima volta il torneo continentale.
| Classifica | Nazionale          |
| ---------- | ------------------ |
| Oro        | Spagna (1º titolo) |
| Argento    | Portogallo         |
| Bronzo     | Italia             |
| 4          | Belgio             |
| 5          | Germania Ovest     |
| 6          | Francia            |
| 7          | Inghilterra        |
| 8          | Svizzera           |
| 9          | Paesi Bassi        |
| 10         | Irlanda            |
| 11         | Danimarca          |